# 올리브나무

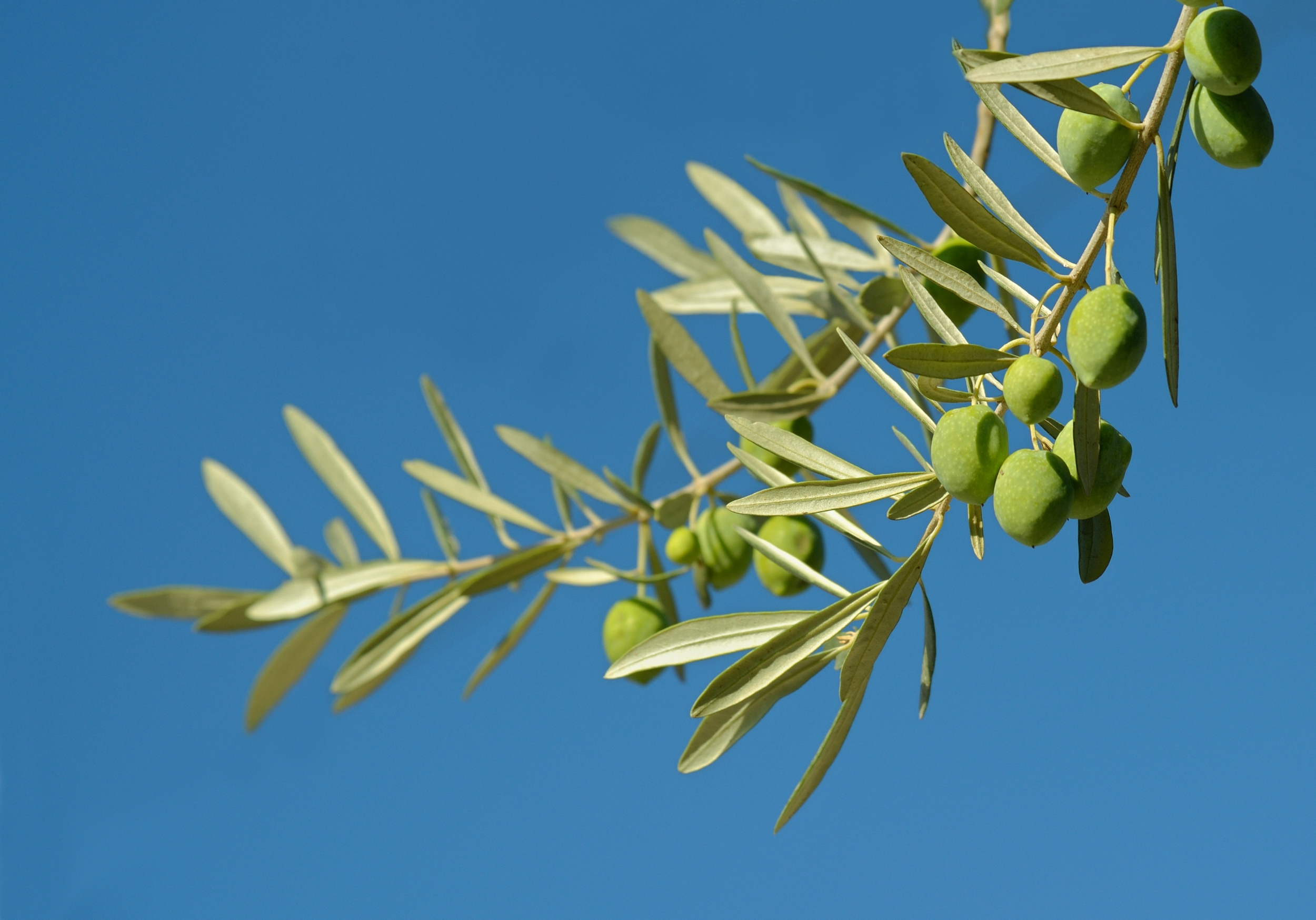

올리브나무(olive, 문화어: 감람)는 물푸레나무과의 상록수다. 지중해 지역이 원산지로, 그 열매는 올리브기름과 피클을 만드는 데 이용된다. 잎이 작고 단단하며 건조 기후에 비교적 강하기에 남유럽, 북아프리카 등 지중해 지역에서 널리 재배된다.
올리브나무는 자가 수분이 불가능하다. DNA가 동일한 꽃가루에는 반응하지 않아서 열매를 맺지 않는 까닭이다.

## 생산
올리브나무는 주로 남유럽의 스페인 남부, 이탈리아 남부, 그리스, 북아프리카, 미국, 중국, 한국에서도 재배된다. 스페인의 안달루시아 지방은 유럽 전체 올리브의 1/3을 생산한다.
올리브나무 농사는 약 7000년 전부터 3400년 전 사이에 중동 북부 비옥한 초승달 지대에서 시작되어 오늘날 그리스, 크레타, 시리아, 팔레스타인, 이스라엘 등지로 확대되었다. 이후 상업망을 통해 튀르키예 남부, 키프로스, 이집트 각지로 전파되었다.
그리스 식민지가 확대되면서 올리브 문화는 약 2800년 전 이탈리아 남부와 북아프리카까지 이르렀고, 나중에는 프랑스 남부까지 퍼졌다. 로마 제국 시대에는 지중해 전역에서 올리브나무를 재배했다.
로마 제국 초기에는 북아프리카 지역에서 올리브나무와 포도나무를 재배하는 것이 금지되었다. 로마의 곡물 공급을 안정화하고, 이탈리아 포도주와 기름 생산업자의 이익을 보호하기 위해서였다. 그러나 트라야누스 황제(재위 CE 98~117) 때 이탈리아 경제가 침체에 빠지면서 내수로 이를 감당하지 못하자 정책이 바뀌어, 아프리카 농부들에게 포도주와 기름 생산을 장려하기 시작했다.
이에 따라 북아프리카 북부에 있던 고대 도시 렙키스에 있는 올리브 압착기는 당대에 가장 큰 크기를 자랑했다. 생산량이 좋은 해에는 대당 평균 1만 리터의 기름을 생산할 정도였다. 올리브 기름을 생산하는 사업은 경제성이 무척 높았다. 그 수요는 로마 한 곳에서만 연간 3000만 리터에 달했는데, 올리브 기름은 유통 기한이 짧고, 한두 해가 지나면 산패되기 쉬웠기 때문이다. 여기에 먹어 치우는 올리브 열매까지 생각하면 그 사업성은 이루 말할 수 없을 정도였다.
올리브 기름은 등불을 켜는 데 쓰였을 뿐 아니라 피부 보습제나 클렌징 오일 등 약이나 화장품의 기본 재료로 사용되었다. 호메로스의 작품에 따르면, 영웅들은 목욕한 후 올리브 오일을 온 몸에 발랐고, 올림피아 경기에 출전한 선수들도 마찬가지였다. 이 때문에 고대 농업가 콜루멜라는 올리브나무를 "모든 나무 중 으뜸"이라고 평했다.
오늘날 전 세계엔 약 8억 그루의 올리브나무가 자라는데, 그중 98%가 지중해 연안에 있다. 스페인이 세계 최대 생산국이고, 이탈리아, 그리스가 그 뒤를 잇는다.

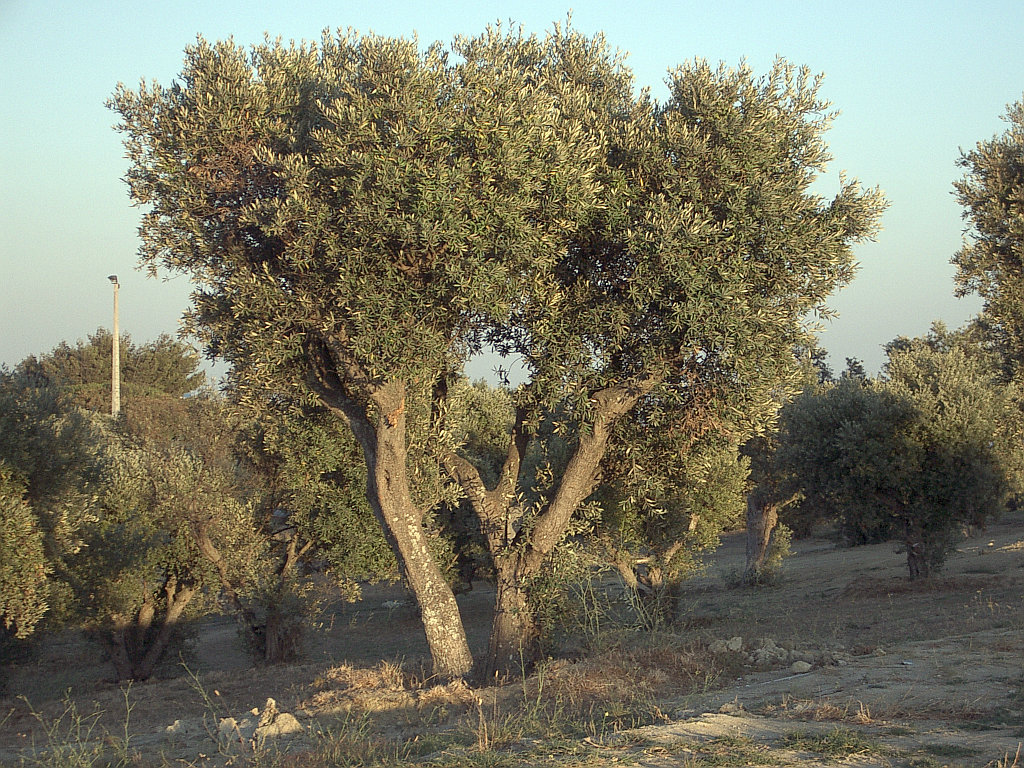
올리브나무

## 올리브와 감람나무
올리브를 한역(漢譯)한 이름이 감람(橄欖)이다. 개역 한글 성서에 나오는 감람나무는 주로 올리브를 뜻한다. 그러나 동아시아에서 감람나무는 감람과 상록교목을 뜻하므로 서로 혼동하지 않도록 주의해야 한다. 참고로 공동번역 성서에서는 독자들이 이해하기 좋게 올리브로 옮겼다.

## 상징
올리브나무 가지는 비둘기와 함께 평화의 상징이다. 이는 구약성경과 꾸란에서 대홍수 설화에서 유래했다. 대홍수 이후, 방주를 타고 피난했던 노아는 육지를 찾기 위해 세 차례 비둘기를 날려 보냈다. 세 번째 비둘기가 올리브나무 가지를 가지고 돌아왔는데, 이로부터 올리브나무는 신의 분노가 풀렸음을 암시하는 평화의 상징이 되었다.
출애굽기에는 신이 모세에게 향료와 올리브기름으로 성유(聖油)를 만드는 방법을 알려주는 장면이 나온다. 축성 의식에서 이 신성한 성유를 왕과 사제의 머리에 부었다. 죽은 성인이나 순례자의 무덤에 구멍을 낸 뒤, 그 구멍을 통해 유골에 올리브 기름 방울을 흘려넣는 풍속도 있었다.
지중해 지역에서 올리브나무는 언제나 신성하고 영적인 나무로 중시되었고, 올림피아 경기에서 우승한 승자는 야생 올리브 가지로 엮은 관을 받아 머리를 장식했다.

## 같이 보기
- 꾸란
- 성경
- 감람산
- 감람나무